# Bużeński (nazwisko)
Bużeński (forma żeńska: Bużeńska, liczba mnoga: Bużeńscy) – polskie nazwisko.

## Etymologia nazwiska
Utworzone formantem -ski od nazwy miejscowej Bużenin (obecnie Burzenin) w powiecie sieradzkim gmina Majaczewice. Współcześnie Majaczewice leżą w gminie Burzenin. Nazwisko notowane od 1474 roku.

## Rody szlacheckie
Nazwiskiem Bużeński posługiwał się ród szlachecki Bużeńskich herbu Poraj.

## Demografia
Trudno ustalić kiedy nazwisko Bużeński przestało w Polsce występować, wiadomo że od lat 90. XX wieku w Polsce nie mieszka nikt o tym nazwisku.